# Renai Flops
Renai Flops (恋愛フロップス Ren'ai Furoppusu?), conocida como Love Flops en inglés, es una serie de anime original producida por Kadokawa Corporation y animada por Passione. Se estrenó el 12 de octubre de 2022. Una adaptación a manga ilustrada por Ryūdai Ishizaka se serializó en la revista Young Animal de Hakusensha desde junio de 2022 hasta julio de 2023.

## Personajes
Asahi Kashiwagi (柏樹 朝 Kashiwagi Asahi?)
 Seiyū: Ryōta Ōsaka
Aoi Izumisawa (和泉沢 愛生 Izumisawa Aoi?)
 Seiyū: Miku Itō
Amelia Irving (アメリア・アーヴィング Ameria Āvingu?)
 Seiyū: Ayana Taketatsu
Ilya Ilyukhin (イリヤ・イリューヒン Iriya Iryūhin?)
 Seiyū: Rie Takahashi
Bai Mongfa (白夢華 Bai Monfa?)
 Seiyū: Hisako Kanemoto
Karin Istel (カリン・イステル Karin Isuteru?)
 Seiyū: Marika Kōno
Yoshio Ijūin (伊集院 好雄 Ijūin Yoshio?)
 Seiyū: Jun Fukuyama
Raburin (ラブリン?)
 Seiyū: Shiori Izawa

## Contenido de la obra

### Manga
Una adaptación a manga ilustrada por Ryūdai Ishizaka se serializó en la revista Young Animal de Hakusensha del 24 de junio de 2022 al 28 de julio de 2023. El primer volumen de tankōbon se lanzó el 29 de septiembre de 2022.

#### Lista de volúmenes
| Volúmenes de manga publicados | Volúmenes de manga publicados | Volúmenes de manga publicados |
| Número                        | Fecha de lanzamiento          | ISBN                          |
| ----------------------------- | ----------------------------- | ----------------------------- |
| 1                             | 29 de septiembre de 2022      | ISBN 978-4-592-16616-0        |
| 2                             | 27 de diciembre de 2022       | ISBN 978-4-592-16617-7        |
| 3                             | 29 de septiembre de 2023      | ISBN 978-4-592-16618-4        |

### Anime
Renai Flops es producida por Kadokawa Corporation y animada por Passione. Está dirigida por Nobuyoshi Nagayama, con dirección asistente de Midori Yui y Fujiaki Asari, guiones escritos por Ryō Yasumoto, diseños de personajes a cargo de Kazuyuki Ueda, quien también se desempeña como director de animación en jefe, y música compuesta por Kenichirō Suehiro. La serie se estrenó el 12 de octubre de 2022, en AT-X y otros canales. El tema de apertura es "Love? Reason why!!", interpretado por Konomi Suzuki, mientras que le tema de cierre es "Flop Around", interpretado por Miku Itō, Ayana Taketatsu, Rie Takahashi, Hisako Kanemoto y Marika Kōno. Sentai Filmworks obtuvo la licencia de la serie fuera de Asia, y lo transmitió en HIDIVE.